# New Mexican Disaster Squad
New Mexican Disaster Squad est un groupe de punk hardcore américain, originaire d'Orlando, en Floride. Formé en 1999, le groupe annonce sa séparation neuf ans plus tard, en 2008.

## Biographie
New Mexican Disaster Squad est formé en 1999 à Orlando, en Floride. Le groupe publie son premier vinyle intitulé Weapons and Equipment of Counter-Terrorism, à la fin de 1999. Avec Sam Johnson (chant/guitare), Brian Etherington (guitare), Alex Goldfarb (basse), et Richard Minino (batterie), le quatuor publie une démo huit titres en 2000 qu'ils vendent et enregistrent un split avec le groupe Destination Daybreak. Ils publient plus tard un album homonyme en 2003 au label A-F Records,. L'année suivante, en 2004, ils publient un split avec le groupe Western Addiction au label No Idea Records.
À la fin de 2005, New Mexican Disaster Squad s'associe au label Jade Tree Records auquel ils publient l'album Don't Believe en mai 2006,. Encore un an plus tard, ils publient l'EP Peace with Nothing, une suite de Don't Believe, toujours au label Jade Tree Records. À la fin de 2008, le groupe annonce sa séparation. Ils annoncent leur dernière apparition scénique au FEST de Tampa le 29 octobre 2008. En novembre 2009, New Mexican Disaster Squad annonce sa réunion pour un concert au Rad Fest de Wilmington, NC, en mai 2010.

## Membres
- Sam Johnson - guitare, chant
- Brian Etherington - guitare
- Alex Goldfarb - basse
- Richard Minino - batterie

## Discographie
- 1999 : Weapons and Equipment of Counter-Terrorism (vinyle 7")
- 2003 : New Mexican Disaster Squad
- 2004 : New Mexican Disaster Squad/Western Addiction (split avec Western Addiction)
- 2006 : Don't Believe
- 2007 : Peace with Nothing (EP)